# 馬爾達縣
馬爾達縣是印度的一個縣，位於該國東北部，由西孟加拉邦負責管轄，面積3,733平方公里，識字率為62.71%，2011年人口3,997,970，人口密度每平方公里1,071人。

## 外部連結
- Official Site （页面存档备份，存于）
- A travel article on Gour by Rangan Datta （页面存档备份，存于）

25°00′N 88°09′E / 25.00°N 88.15°E